# Víťo Staviarsky
Víťo Staviarsky (* 22. října 1960 Prešov) je slovenský spisovatel a scenárista. V roce 2013 získal cenu Anasoft Litera učenou pro autora nejlepší slovenské prozaické knihy roku, a to za svou knihu Kale topanky.
Vystudoval střední filmovou školu v Čimelicích a dramaturgii a scenáristiku na FAMU v Praze. V Praze nějaký čas i žil, pracoval zde jako kulisák v Národním divadle a jako ošetřovatel v psychiatrické léčebně v Bohnicích. Poté byl ošetřovatelem na záchytce v rodném Prešově, výčepním, podnikatelem. Roku 2017 založil produkční a vydavatelskou firmu Staviarsky, která produkuje filmy, hudební nahrávky i vydává knihy. V roce 2019 zprodukovala i film podle jeho povídky pod názvem Loli paradička (scénář napsal spolu se svým synem Richardem, oba film též režírovali).
Jeho knihy byly přeložené do polštiny, ukrajinštiny, maďarštiny, chorvatštiny, slovinštiny a češtiny.

### Česky vyšlo
- Loli paradička, překlad Miroslav Zelinský, Protimluv 2021